# Karacho
Karacho sont des montagnes russes assises du parc Erlebnispark Tripsdrill, situé à Cleebronn, dans le Bade-Wurtemberg, en Allemagne. Elles ont été construites en 2013 par Gerstlauer.

## Parcours
Le parcours commence dans l'obscurité puis le train est retourné par un Heartline roll. Ensuite, avant de quitter la gare, il descend puis accélère à 100 km/h en 1,6 seconde. Puis, le train passe dans un Top hat de 30 m de hauteur, 4 inversions et un tunnel,.

## Trains
Karacho a 3 trains de 8 places.